# Desmazeria sicula
Desmazeria sicula är en gräsart som först beskrevs av Nikolaus Joseph von Jacquin, och fick sitt nu gällande namn av Barthélemy Charles Joseph Dumortier. Desmazeria sicula ingår i släktet Desmazeria och familjen gräs. Inga underarter finns listade i Catalogue of Life.

## Bildgalleri

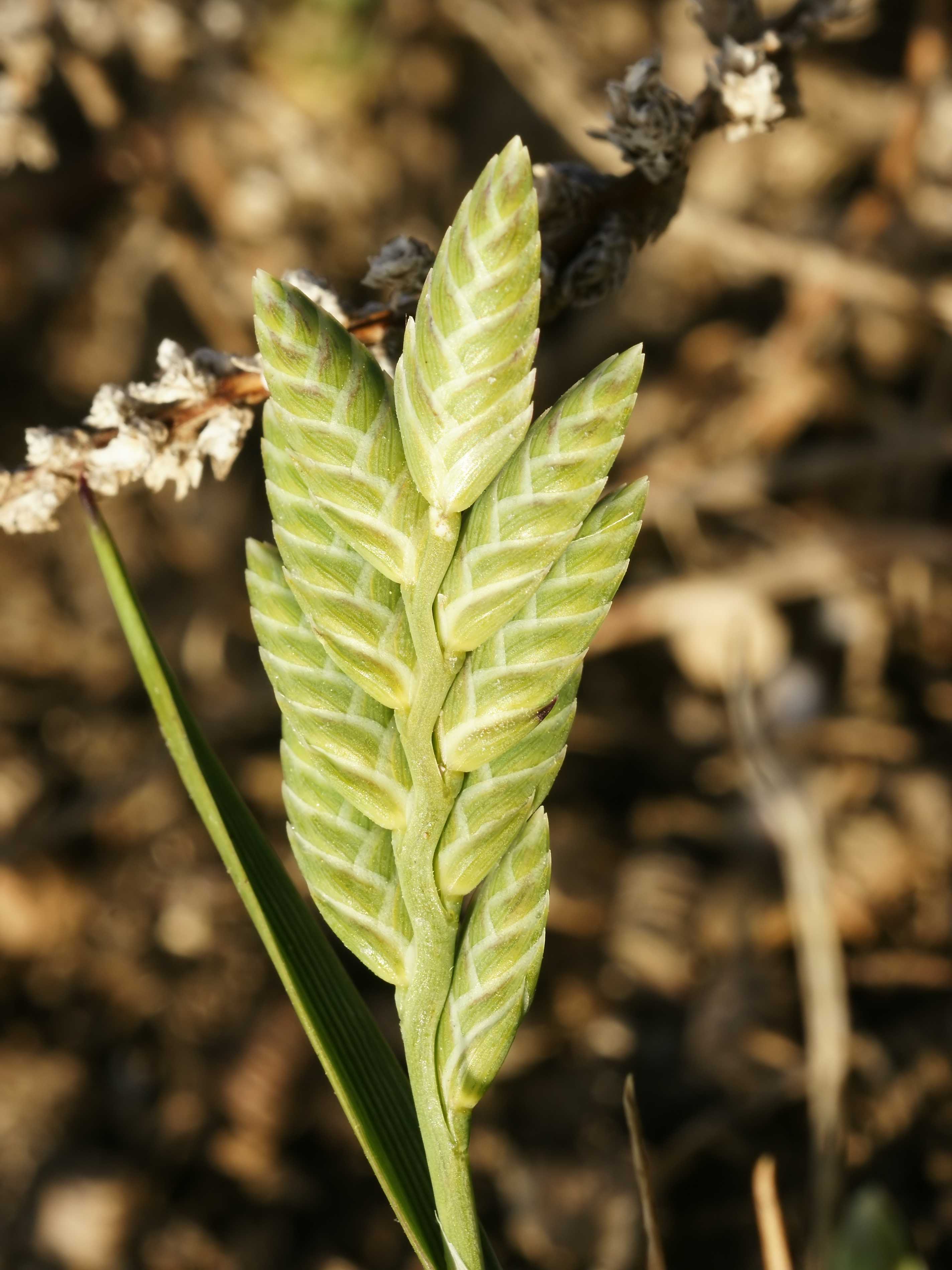